# Tebat Monok
Tebat Monok is een bestuurslaag in het regentschap Kepahiang van de provincie Bengkulu, Indonesië. Tebat Monok telt 2485 inwoners (volkstelling 2010).